# 特林達迪 (聖多美和普林西比)
特林達迪是非洲國家聖多美和普林西比的城市，也是梅索西縣的首府，位於聖多美島東部，距離首都聖多美約10公里，2006年人口7,793，是全國第二大城市。